# Chocofest

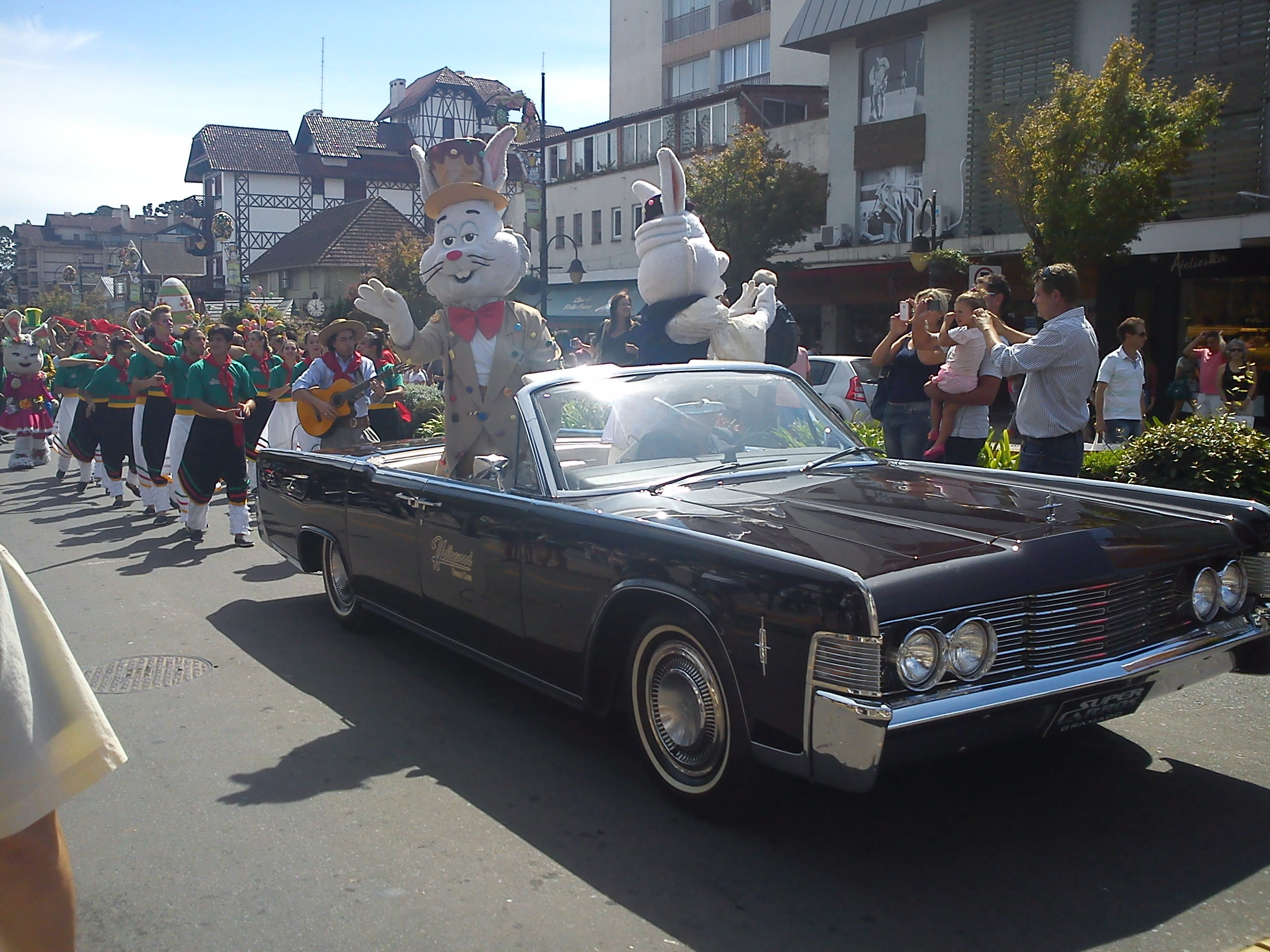
Desfile da Chocofest em 2014.

Chocofest é um festival que ocorre anualmente na Páscoa na cidade de Nova Petrópolis, no estado do Rio Grande do Sul. É a maior feira de chocolate do Brasil.

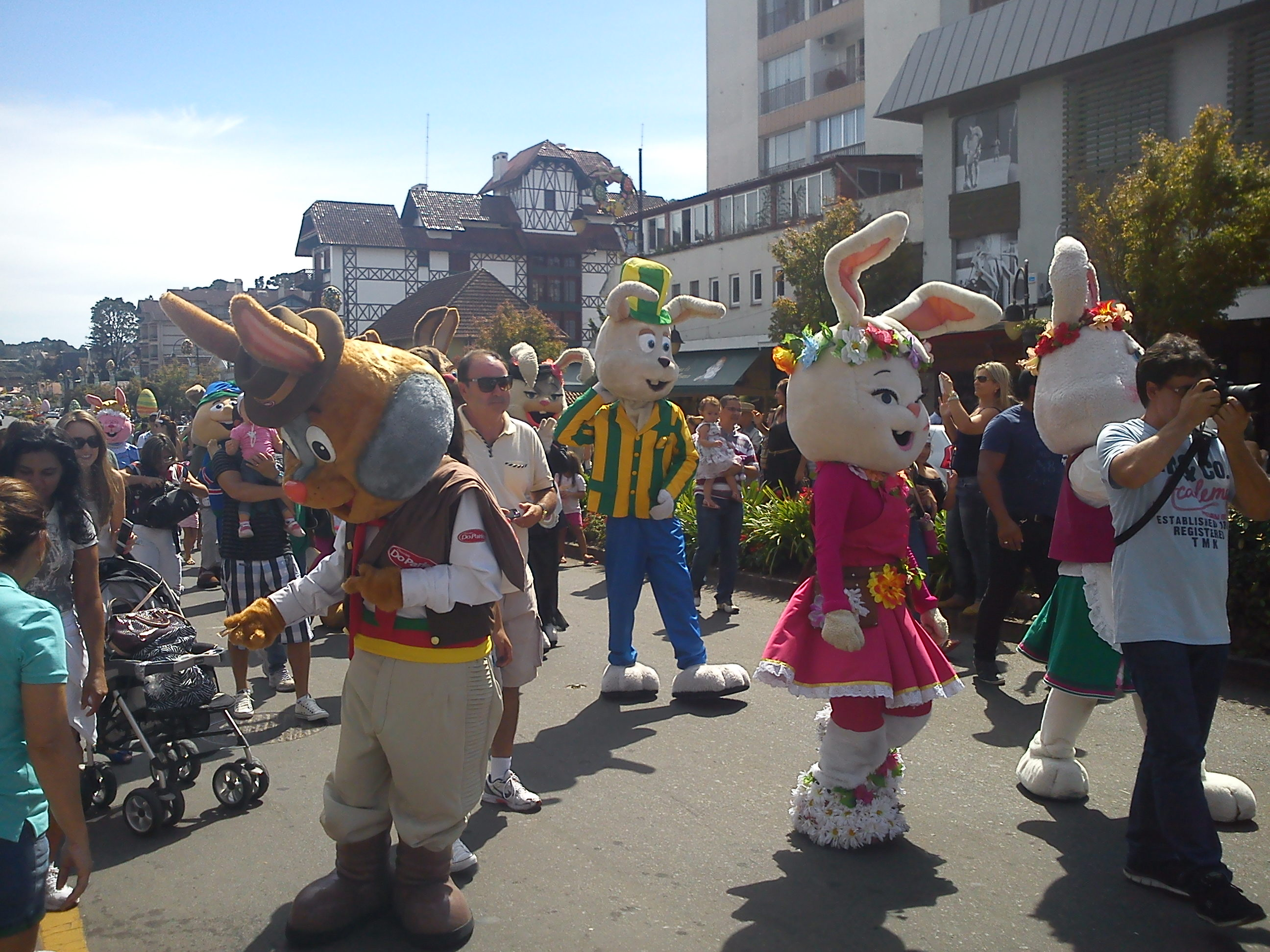
Coelhos desfilando na Chocofest 2014.

O evento conta com decoração temática, desfiles com música e dança, programação para crianças, apresentações de teatro, exposições de arte e venda de produtos para a Páscoa.
A rua coberta de Nova Petrópolis, vira o Planeta das Guloseimas durante o evento, acomodando a maior parte das atrações.
Em 2014 a Chocofest apresentou o maior coelho de chocolate do mundo, esculpido por Enio Fritsch, entrando para o Guiness Book.
Em 2015 o evento não ocorreu por decisão da empresa organizadora, que pretende voltar com ele reformulado em 2016.
Além da Chocofest, você também encontra em Nova Petrópolis outras feiras com produtos de Páscoa, muita decoração festiva pela cidade, além de várias fábricas de chocolate para visitar como a Florybal, Caracol, Planalto, Lugano, entre outras.

## Exposições de arte
Durante o Chocofest acontece a tradicional exposição de ovos de páscoa gigantes, pintados por artistas locais. Em 2014 os ovos foram pintados inspirados na Páscoa em diferentes países, mostrando como a data é comemorada, com um pouco de história e cultura.

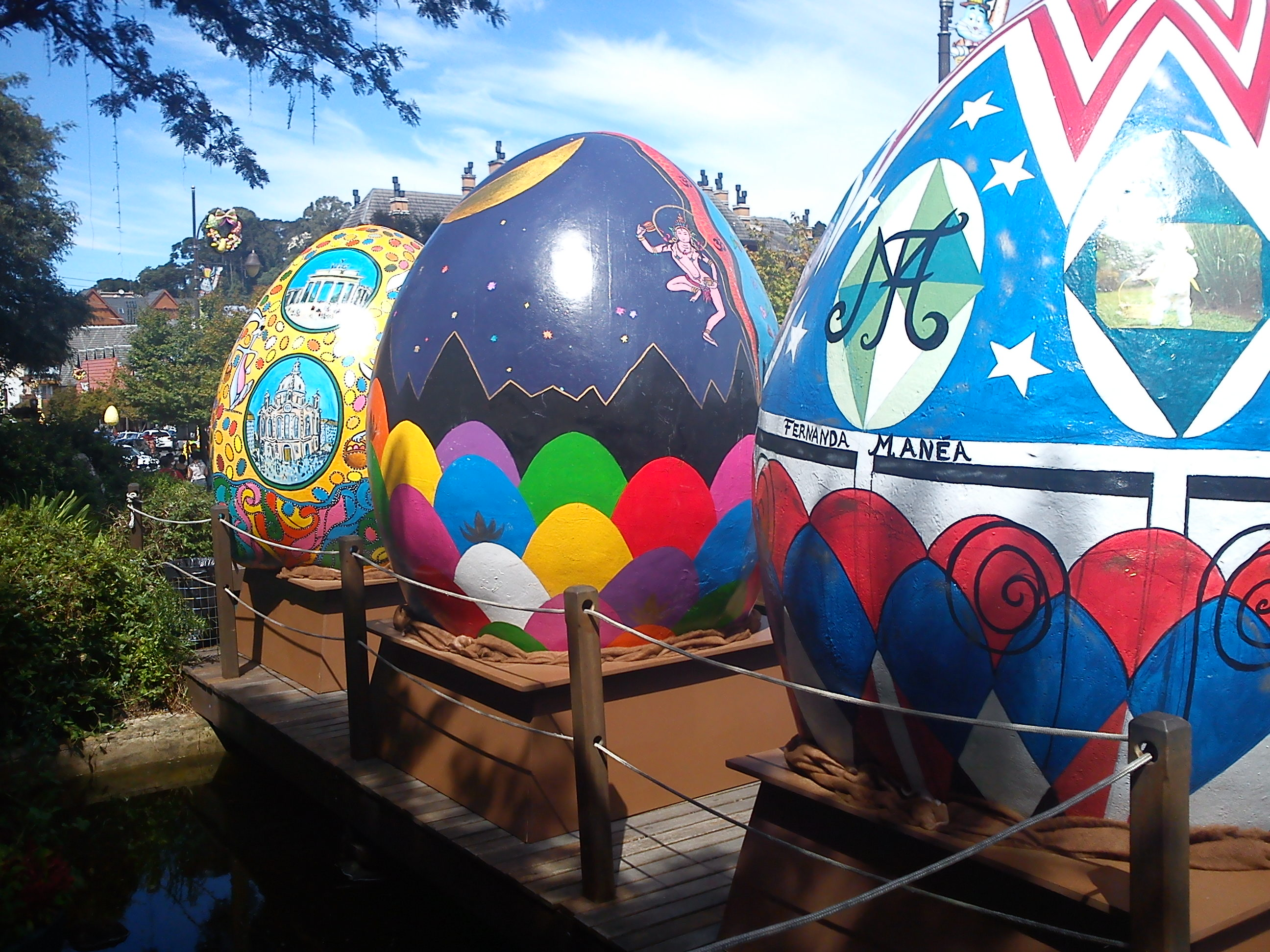
Exposição de ovos de Páscoa gigantes.